# Fourchambault
Fourchambault in eine französische Stadt im Département Nièvre mit 4.019 Einwohnern (Stand 1. Januar 2022) in der Region Bourgogne-Franche-Comté. Sie gehört zum Arrondissement Nevers und zum Gemeindeverband Nevers. Die Einwohner werden Fourchambaultais oder Fourchamballais genannt.

## Geographie
Fourchambault liegt am Ufer der Loire, die hier die Grenze zum Département Cher markiert, etwa sechs Kilometer nordwestlich von Nevers. Die Stadt besitzt seit 1861 einen Bahnhof an der Bahnstrecke Moret-Veneux-les-Sablons–Lyon-Perrache, welcher von Zügen des TER Bourgogne-Franche-Comté der Verbindung Cosne-sur-Loire–Nevers bedient wird.

## Bevölkerungsentwicklung
| Jahr                       | 1962 | 1968 | 1975 | 1982 | 1990 | 1999 | 2010 | 2019 |
| Einwohner                  | 6240 | 6279 | 6625 | 5850 | 5037 | 4828 | 4635 | 4125 |
| Quellen: Cassini und INSEE |      |      |      |      |      |      |      |      |

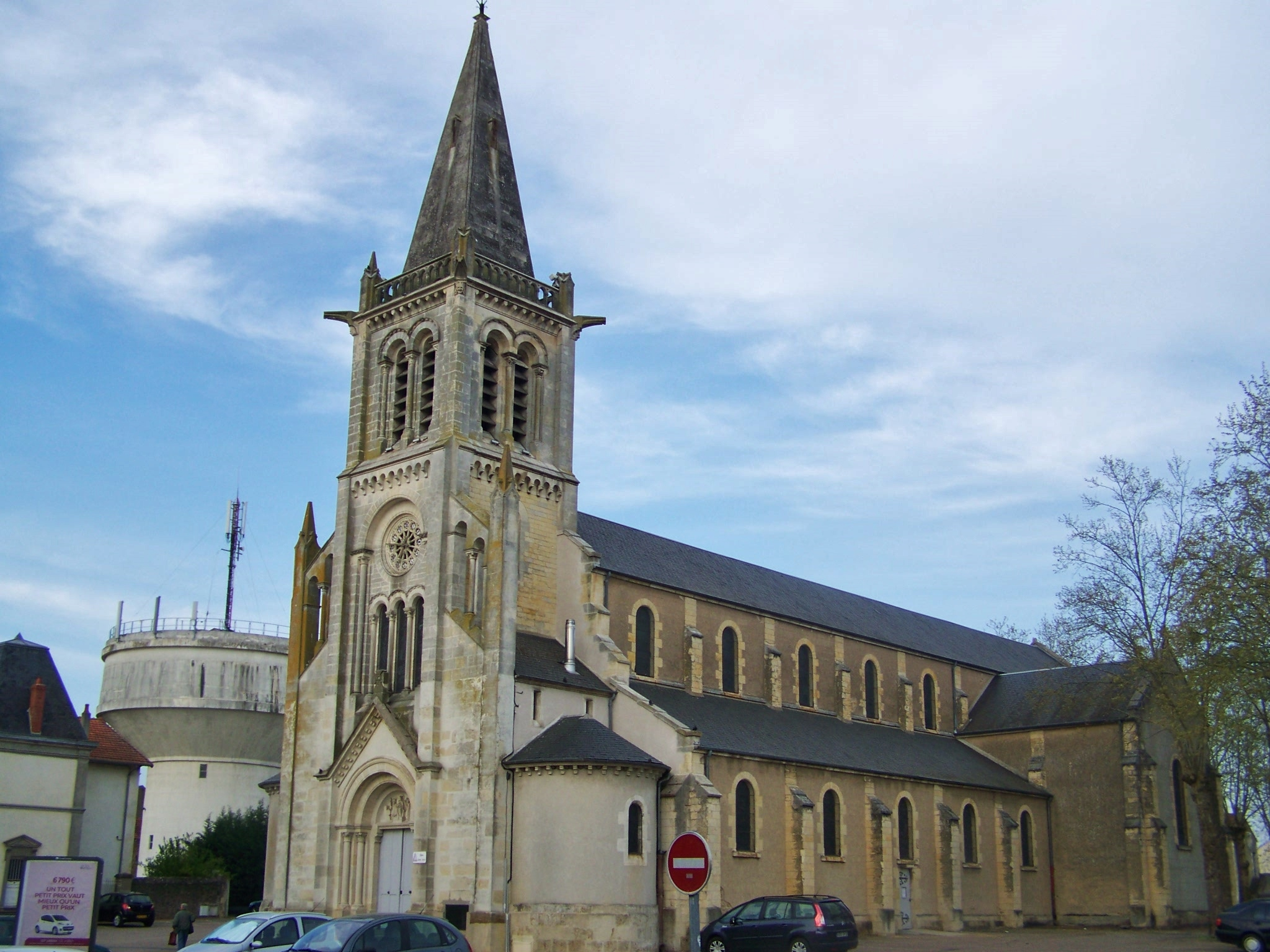
Kirche Saint-Louis
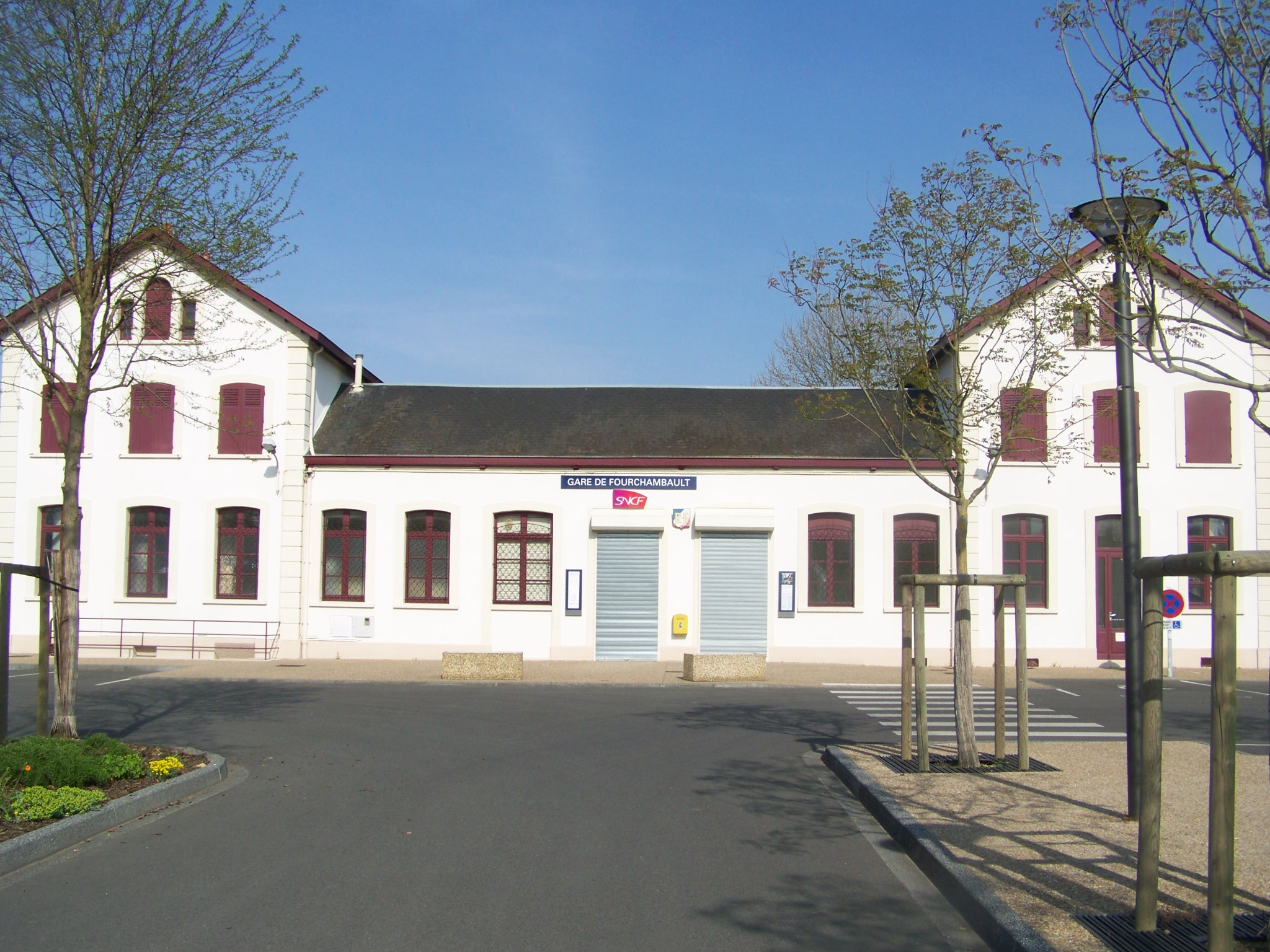
Bahnhof Fourchambault
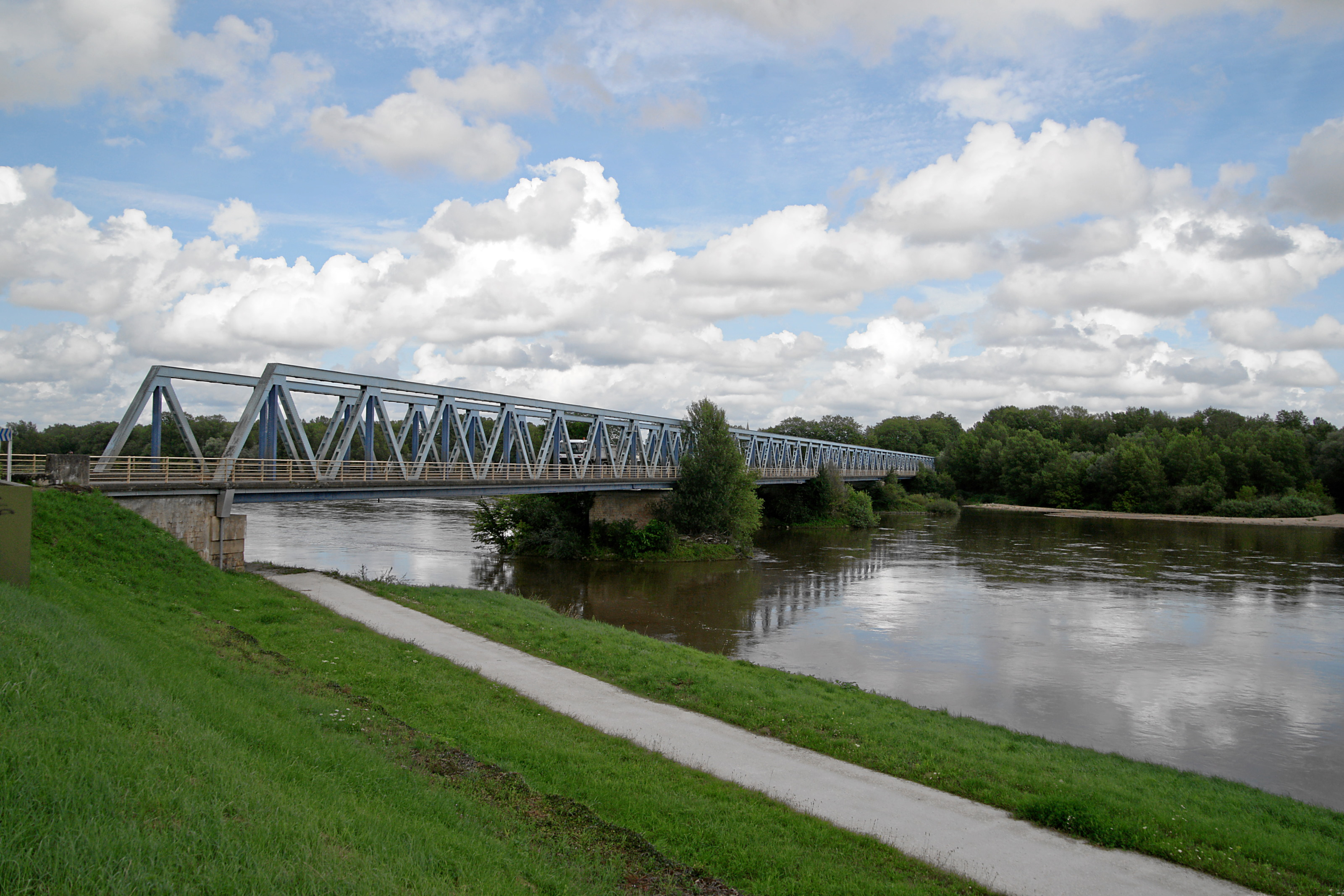
Loire-Brücke in Fourchambault
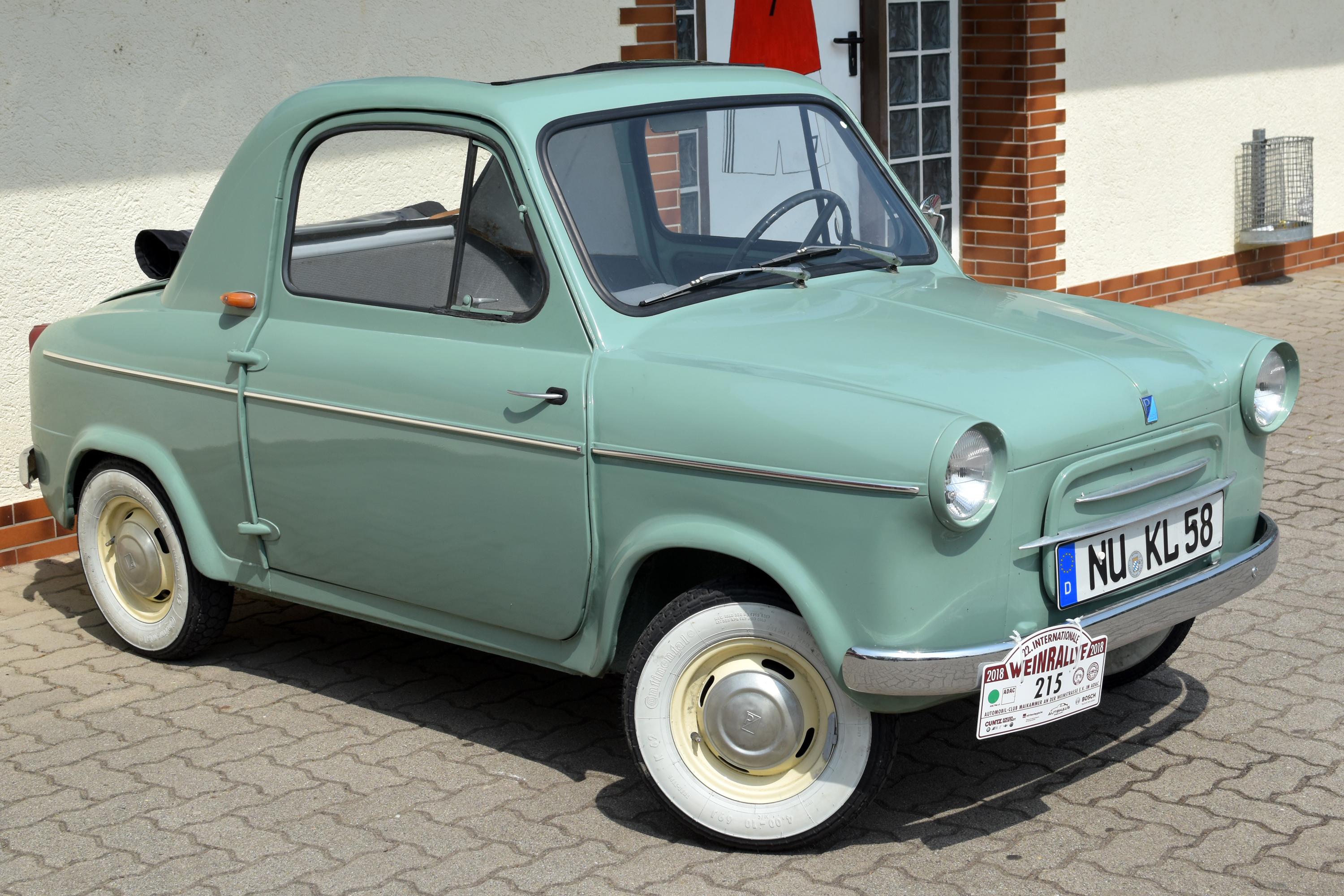
In Fourchambault produzierter Vespa-Kleinwagen

## Geschichte
Der offiziell 1855 gründete Ort entstand aus einer Ansiedlung um eine Gießerei herum, die dort zwischen 1821 und 1823 etabliert wurde, und wurde mit den Gesellschaften Société Boigues & Cie (der späteren Société de Commentry, Fourchambault et Decazeville), Émile Martin et Cie und anderen bald zu einem wichtigen Standort der Eisenindustrie.

## Wirtschaft
Fourchambault war Produktionsstandort des italienischen Motorroller-Herstellers Piaggio; von 1957 bis 1962 wurden im Werk Fourchambault 30.000 Vespa-400-Kleinwagen gebaut.

## Partnerschaften
Fourchambault ist seit 1998 mit Rathvilly im irischen County Carlow und seit 2003/05 mit Pontedera in der Toskana (Italien) verschwistert.

## Persönlichkeiten
Aus Fourchambault stammen der Autor von Irma la Douce, Alexandre Breffort (geb. 1901), sowie der Hüttentechniker Pierre-Émile Martin (1824–1915). Sein Vater Émile Martin betrieb in Fourchambault eine Gießerei, die die Einzelteile für zahlreiche französische Brücken lieferte, u. a. für die Eisenbahnbrücke Nevers und die Eisenbahnbrücke Tarascon–Beaucaire.